# Перфектан дан за банана рибе
Перфектан дан за банане рибе је једини музички албум новоталасног поп-рок бенда ВИА Талас, чији су чланови били Мирјана Мијатовић и Бојан Печар. Издат је 1983. године за Сарајево диск. Објављен је у свега 3.000 примерака, а назив је добио по причи Џерома Дејвида Селинџера. За песму Сама, снимљен је музички спот, и била је саундтрак филма Шећерна водица. Бубњеве је свирао Вд, гитару Милан Младеновић, а саксофон Вук Вујачић. Продуценти албума су били Бобан Петровић и Бојан Печар.

## Списак песама
Аутор(и) свих текстова: ВИА Талас, аутор(и) свих песама: ВИА Талас.
| №  | Назив                         | Трајање |  |
| 1. | Сама                          |         |  |
| 2. | Стал-Но                       |         |  |
| 3. | Банана реге                   |         |  |
| 4. | Бродови                       |         |  |
| 5. | Дај ми знак                   |         |  |
| 6. | Крај                          |         |  |
| 7. | Горке сузе Л.М. (Леди Мегбет) |         |  |
| 8. | Чаробњаци улице               |         |  |